# Кулик
Кулики́ — екологічна група прибережних птахів, що належать до ряду сивкоподібних, за винятком найбільш морських представників ряду.
Ці птахи пристосовані до мешкання на морському узбережжі та у заболочених прибережних районах. Мають невеликі та середні розміри (вага від 20 г до 1 кг). Дзьоб різноманітної довжини, часто видовжений. Ноги у більшості більш або менш видовжені. Багато полярних видів та видів помірних широт — мігруючі, тоді як мешканці тропіків переважно осілі або кочують лише у відповідь на зміни кількості опадів.

## Класифікація
- Підряд Scolopaci
  - Родина Баранцеві (Scolopacidae): баранці, коловодники, побережники, плавунці

- Підряд Thinocori
  - Родина Rostratulidae: кольоровий баранець
  - Родина Яканові (Jacanidae): якани
  - Родина Pedionomidae: австралійський мандрівник
  - Родина Thinocoridae: волатий бігунець

- Підряд Chionidi
  - Родина Лежневі (Burhinidae): лежні
  - Родина Білі сивки (Chionididae): білі сивки
  - Родина Pluvianellidae: магелланова сивка

- Підряд Charadrii
  - Родина Серподзьобові (Ibidorhynchidae): серподзьоб
  - Родина Чоботарові (Recurvirostridae): шилодзьобки і ходулочники
  - Родина Куликосорокові (Haematopodidae): кулик-сорока
  - Родина Сивкові (Charadriidae): сивки і чайки

## У культурі
З куликами пов'язано чимало топонімів (див. Кулики, Куликів, Куликівка). Кулика зображено на гербі і прапорі Куликівського району (Чернігівська область).

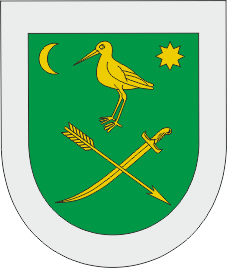
Герб Куликівського району